# Леон Купер
Леон Нил Купер (енгл. Leon Neil Cooper; Бронкс, 28. фебруар 1930 — Провиденс, 23. октобар 2024) био је амерички физичар, који је 1972. године, заједно са Џоном Бардином и Џоном Шрифером, добио Нобелову награду за физику „за заједнични развој теорије суперпроводника, познатијој као BCS-теорија”.